# Wander do Prado Moura
Wander do Prado Moura (* 22. Februar 1969) ist ein ehemaliger brasilianischer Hindernisläufer.
1991 gewann er Silber bei den Südamerikameisterschaften in Manaus. Bei den Weltmeisterschaften 1993 in Stuttgart schied er im Vorlauf aus.
1995 siegte er bei den Panamerikanischen Spielen in Mar del Plata mit dem aktuellen Südamerikarekord von 8:14,41 min, kam aber bei Weltmeisterschaften in Göteborg erneut nicht über die erste Runde hinaus.
1997 siegte er bei den Südamerikameisterschaften in Mar del Plata und erreichte bei den Weltmeisterschaften in Athen das Halbfinale. Beim Weltcup 1998 in Johannesburg wurde er Sechster.

## Persönliche Bestzeiten
- 1500 m: 3:39,96 min, 13. August 1994, Baden-Baden
- 1 Meile: 3:58,2 min, Walnut
- 5000 m: 13:36,85 min, 30. März 1996, La Jolla
- 3000 m Hindernis: 8:14,41 min, 22. März 1995, Mar del Plata